# 若柳吉駒
若柳 吉駒（わかやぎ きちこま）は、理事会方式で運営されている直派若柳流理事長の名跡。

## 初代
初代 若柳 吉駒（1897年（明治30年）1月31日 - 1996年（平成8年）5月21日）。本名は定方 いく。直派若柳流理事長。
群馬県前橋市の生まれ。若柳流二代目家元若柳吉蔵に師事、その後若柳吉佑（還暦後・寿慶）に師事。

### 来歴
- 1922年　若柳吉駒の流名を許される。
- 1935年　「若扇会」（前橋市）を組織。
- 1937年　青少年の情操教育を目的とする「美登利会」（前橋市）を創立主宰。「美登利会」は、二代目吉駒に継承され、今日も続いている。
- 1955年　日本舞踊協会参与となる。
- 1972年　若柳寿慶が1971年に創立した直派若柳流の理事長に就任。
- 1980年　日本舞踊協会群馬県支部が結成され、初代支部長に就任。
- 1985年　日本舞踊協会特別参与となる。

90歳過ぎでも積極的にリサイタルを開くなど活躍し、満99歳まで現役として舞台をつとめた

### 受賞・栄典・顕彰・その他
- 1965年　日本舞踊協会功労賞
- 1973年　群馬県前橋市制80周年記念功績者
- 1973年　群馬県総合表彰で文化功労者として表彰
- 1976年　群馬県文化功労賞
- 1984年　勲五等瑞宝章
- 1992年　第13回松尾芸能賞特別賞
- 1992年　第23回舞踊批評家協会賞
- 1992年　日本芸能実演家団体協議会平成3年度芸能功労者
- 1993年　東京新聞平成4年度舞踊功労賞
- 1994年　群馬県文化功績者特別表彰
- 1996年　日本舞踊協会百寿特別表彰

## 二代目
二代目 若柳 吉駒（1923年（大正12年）11月3日 - 2017年（平成29年）9月27日）。本名は定方 きよ。直派若柳流理事長。
群馬県前橋市の生まれ。若柳吉佑（還暦後・寿慶）に師事。

### 来歴
- 1942年　若柳流二代目家元若柳吉蔵より若柳吉吾の流名を許される。
- 1947年　温故和楽会理事に就任（その後常任理事を経て、現在副会長）。
- 1971年　直派若柳流理事に就任（1976年から副理事長）。
- 1979年　スイスで開催されたローザンヌ舞踊会に参加し、日本舞踊を紹介する。
- 1994年　日本舞踊協会参与に就任。
- 1996年　初代吉駒の跡を継ぎ、直派若柳流理事長に就任。
- 1996年　日本舞踊協会群馬県支部支部長に就任。
- 1996年　中国芸術研究院主催の東方演劇祭に招かれ、ただ一人の日本舞踊演者として参加。
- 2013年  『九十歳のリサイタル』（国立劇場小劇場）　長唄『松の緑』　清元『瓢箪』

初代吉駒の名跡を継いで、積極的に舞台をつとめるとともに、直派若柳流の指導者として全国15支部、師範約250名、名取約2000名の指導に奔走している。またこの間、人間国宝・二代目花柳壽樂が二代目吉駒のために振り付け、共演した『綱館』など、名舞台を作り上げてきている。

### 受賞・栄典・顕彰・その他
- 2000年　群馬県総合表彰で教育文化功労者として表彰
- 2000年　文部大臣地域文化功労者
- 2004年　群馬県教育文化功労者
- 2009年　旭日双光章
- 2014年　『国際演劇年鑑2014』の『Japanese Classical Dance』の冒頭で紹介される
- 2014年　東京新聞制定『舞踊芸術賞』受賞